# E-Knowledgeコンソーシアム四国
e-Knowledgeコンソーシアム四国（イーナレッジコンソーシアムしこく、英語 e-Knowledge Consortium Shikoku、通称 eK4（イーケーフォー））は、文部科学省の大学改革推進事業の一つである戦略的大学連携支援事業に採択された「『四国の知』の集積を基盤とした四国の地域づくりを担う人材育成」より設立された組織である。
四国内の8つの国公私大が連携して、ICT（情報通信技術）を活用したe-Learningによる教育プログラムを通じて、『四国の知』を集積・発信し 、四国の地域づくりを担う人材の育成を目指している。

## 概要
四国内の大学が連携しe-Knowledgeコンソーシアム四国が設立された。連携大学内に各大学の特徴ある講義をe-Learningコンテンツとして提供している。
四国の資源の魅力、ブランド、歴史、地勢、文化、伝統等の教養教育科目群である『四国学』と四国の課題に取り組むために必要な学際的専門教育科目群を『四国の知』といい、この『四国の知』を集積・発信することで、四国の専門的知識を持つ人材を育成する教育プログラムである。

## コンソーシアムメンバー
- 徳島大学
- 鳴門教育大学
- 香川大学
- 愛媛大学
- 高知大学
- 四国大学
- 徳島文理大学
- 高知工科大学